# Maison d'Anduze
La maison d’Anduze (Anduse), parfois dite Bermond d'Anduze, éteinte de nos jours, est une des plus importantes familles nobles du Languedoc, à partir du XIe siècle.
La maison d'Anduze est la souche de plusieurs autres familles qui du Xe au XIIe siècle se sont séparées du tronc commun et ont formé diverses branches sous des noms particuliers tels que Bermond, Roquefeuil, Alais, Lavoulte, etc.
Ses premiers membres battent monnaie et certains de ses membres se sont qualifiés, au XIe siècle, de marquis du château d'Anduze (1013), de prince d'Anduze, ou encore de satrapes du pays de Sauve (1077).

## Histoire

### Origines
Le chartiste Jérôme Belmon, dans sa thèse (1991), avance une hypothèse concernant les Pelet, seigneur d'Anduze. Pour lui, il existe des liens anthroponymiques et patrimoniales qui lui permette d'avancer l'hypothèse que les sires d'Anduze du XIe siècle seraient issus de « Frédelon (fils de Garnier et Folcrade), vassal et représentant de son cousin, le comte Raimond II de Toulouse, dans la région ». L'historien Frédéric de Gournay (2020) rappelle qu'il existe des « indices convergent […] pour suggérer une très ancienne parenté entre les comtes de Toulouse-Rouergue, les vicomtes de Rouergue-Millau, les seigneurs d'Anduze et de Roquefeuil ».
Amado (2001) rappelle que plusieurs auteurs ont pu faire le lien entre la famille comtale de Toulouse et les seigneurs d'Anduze avec l'usage du prénom Frédol/Frédolon.
Les seigneurs d'Anduze possèdent des biens sur les marges du Rouergue, du Gévaudan et de la région de Nîmes, pour cette dernière il s'agit de la partie occidentale du comté.

### Premiers seigneurs connus
Au début du XIe siècle, le « premier seigneur d'Anduze authentiquement connu est Bernard, surnommé Pelet (Pelitus) ». D'après l'Histoire générale de Languedoc (HGL), il se qualifie de marquis, en 1013 (HGL, V, 359),. Bernard Pelet d'Anduze épouse, vers 1013 Garsinde, fille de Guillaume II, héritière de la vicomté d'Agde et de Béziers,,. Cette dernière est la veuve de Raymond Roger de Carcassonne. Toutefois, Bernard Pelet a trois fils issus d'un premier mariage : Frédol/Frédolon, Gérald/Géraud et Almerad/Almérade/Almirade,. Les deux premiers entrent dans les ordres et occupent chacun un siège épiscopal, seul le dernier a une descendance.
« À la mort de Bernard Pelet les domaines de la famille furent partagés : Almirade eut les châteaux d'Anduze, de Peyremale, de Barre, le lieu de Portes au diocèse d'Uzès et une partie du lieu de Meyrueis. Son fils Pierre mourut après 1077 sans laisser de postérité et eut pour héritiers ses deux cousins Pierre et Bernard de Sauve qui fondèrent la dynastie des Bermond de Sauve et d'Anduze. »
Bernard Pelet eut deux enfants de son deuxième mariage avec Garsinde de Béziers : Raymond qui mourut sans postérité et Bermond seigneur d'Anduze, d'Alais, de Sauve, etc., dont le nom est devenu patronymique de la maison d'Anduze.
Bermond d'Anduze épousa Eustorge fille de Raymond vicomte de Narbonne et de Ricarde de Rodez. Il mourut en 1054, laissant deux fils Pierre et Bernard qui se partagèrent l'héritage de leur cousin germain Pierre, mort sans postérité. Ils formèrent deux branches dites de Sauve et d'Alais.
Bertrand d’Anduze, seigneur d’Alais, épousa vers 1149 Adélaïde de Roquefeuil. De ce mariage sont issus plusieurs fils :
- Pierre-Bermond, l'ainé, qui se maria avec Ermessinde Pelet, fille de Bernard Pelet, seigneur d'Alès, et de Béatrice de Melgueil, d'où un fils. Le mariage fut ensuite annulé, et Ermssinde Pelet se remaria avec Raimond V, comte de Toulouse, à qui elle apporta en dot le comté de Melgueil. D'après d'anciens mémoires, Pierre-Bermond serait le père de Hugues de Pujols, dont le quatre fois arrière petit-fils se maria avec Catherine de Roquefeuil, d'où descendance mâle et légitime actuelle de la famille de Roquefeuil. Pierre-Bermond se retira ensuite à l'abbaye de Mazan, où il resta au moins 20 ans jusqu'à sa mort ;
- Frédol, évêque de Fréjus, de 1166 à 1197 ;
- Bernard qui épousa Marquise de Montferrat, fille du Marquis Boniface. Sa descendance forma les branches de Sauve, Florac, Lavoulte et du Caylar ;
- Raymond de Roquefeuil hérita des biens de sa mère (baronnie de Roquefeuil et vicomté de Creyssels) ainsi que de la baronnie de Meyrueis. Il épousa par contrat de 1169, Guillemette de Montpellier, fille de Guilhem VII, seigneur de Montpellier et de Mathilde de Bourgogne. Ils sont la tige de la seconde famille de Roquefeuil[12] ;
- Bertrand, seigneur de Sommières et de Tornac ;
- Bermond, évêque de Sisteron de 1174 et 1214. Il fut un des père du Concile du Latran en 1179.

Pierre Bermond VI, fils de Bernard d'Anduze et de Marquise de Montferrat, se maria peu avant 1200 avec Constance de Toulouse, fille de Raymond VI, comte de Toulouse, et de Béatrix de Béziers. Auparavant Constance avait été mariée avec Sanche VII, roi de Navarre, qui l'avait ensuite répudiée. Leur fils Pierre-Bermond VII se maria avec Josserande de Poitiers, fille d'Aymar II, comte de Valentinois, et de Philippe de Fay. En 1243, Pierre-Bermond VII seigneur des baronnies d'Anduze, de Sauve, d'Hierle, de Florac et en partie d'Alais, vicomte de Millau et de Gévaudan, qui s'était ligué avec le comte de Toulouse contre le roi Saint-Louis, voit ses fiefs confisqués puis définitivement rattachés à la couronne de France.
En 1308, la branche aînée de la maison d'Anduze s'éteint. Ses titres et biens passent à la branche des Bermond.

### Branche de Sauve et de la Voulte
Vivien Vassal, archéologue et historien, dans un article consacré à la baronnie de Sauve (2022), indique que celle-ci appartenait à la famille des Anduze-Sauve et que son seigneur « aimait s’intituler du titre exotique de satrape ». Ce domaine appartient à différents membres du groupe familial pour la période des XIe – XIIIe siècle, puis au seuil de ce siècle, il passe à la branche des Bermond.
La famille, fidèle aux raimondins, perd de son influence au cours de la Croisade des albigeois (1209-1229). Les biens du seigneur Pierre Bermond VII de Sauve sont confisqués, en 1220, par le chef des croisés, Amaury VI de Montfort. Ils passent cependant à son oncle, Bernard VIII d'Anduze. À la mort de ce dernier, Pierre Bermond récupère sa seigneurie de Sauve ainsi que celle d'Anduze, les héritiers de Bernard VIII n'obtenant pas grand chose,. Pierre Bermond rend hommage pour ses biens — Sauve, Anduze, une part de la seigneurie d'Alès, ainsi que pour certains châteaux en partage — au roi de France,. En 1243, l'ensemble du Salavès et l'Anduzenque passe au domaine royal.
En 1246, Roger Bermond d'Anduze hérite de la seigneurie de La Voulte et quatre autres domaines en Vivarais de sa grand-mère Philippe/Philippa de Fay, dame de Clerieu, comtesse de Valentinois,,. En 1250, il donne à l'Église de Valence l'alleu et la seigneurie du castrum de La Voulte et le reprend ensuite pour fief. Roger Bermond d'Anduze rend hommage, en 1277-1278, au roi de France pour sa seigneurie de La Voulte, qui relève de la sénéchaussée de Nîmes et de Beaucaire. À la suite de tensions, Roger Bermond d'Anduze déclare la guerre à l'évêque de Valence et de Die, Jean de Genève. Une trêve est signée en 1294, toutefois le fils de Roger Bermond, Bermond, et ses hommes attaquent et détruisent un château appartenant à l'évêque et font des prisonniers. Le roi intervient en condamnant Roger Bermond à le reconstruire, ainsi qu'à dédommager l'évêque et à payer une amende.
En 1304, Bermond d'Anduze accorde des franchises aux habitants de La Voulte.

## Personnalités

### Ecclésiastiques
La famille d'Anduze compte de nombreuses personnalités religieuses dont plusieurs évêques et un archevêque (pour les religieux issus de la branche de Roquefeuil-Anduze voir l'article connexe).
- Bernard d'Anduze, évêque de Nîmes (947/949-986).

- Frédol d'Anduze († v. 1028/29), évêque du Puy (1016-1031).
- Géraud († 1026), frère du précédent, évêque de Nîmes (1016-1026).

- Pierre d'Anduze († v. 1155/56), abbé de Saint-Gilles ((1224-1150), Gard), archevêque de Narbonne (1149/50-1155/56).
- Frédol ou Frédolon d'Anduze († v. 1197), abbé de Saint-Victor de Marseille (1163-1165), évêque de Fréjus (1166-1197)[20].

- Bermond d'Anduze († v. 1214), évêque de Sisteron (1174-1214).

- Bermond d'Anduze († v. 1244), évêque de Viviers (1222-1242).

- Aymard/Adhémar (de Bermond d'Anduze) de La Voulte († 1365), évêque de Viviers (1326-1330, 1336-1365), évêque de Valence (1331—1336).
- Guillaume de La Voute († 1392), abbé de Saint-Vincent-du-Vulturne (Italie), évêque de Toulon (1364), Marseille (1368), Valence et Die (1378), Albi (1383-1392).
- Aymar de La Voute († 1395), évêque de Limassol (Chypre, 1367), Grasse (1374) et Marseille (1379-1395).

- Bermond d'Anduze, Ministre Provincial des franciscains de Provence.

- Marquis dit Bernard (v. 1237), Abbé de Mazan.
- Abbesses de Mégémont : Delphine I (1276-1298), Delphine II (1298-1321).
- Abbesses de Nonenque : Rause (1311-1328), Marguerite (1328-1331), Braide (1331-1348), Elisabeth (1369).

## Sceaux et armoiries
Bernard VII est le premier de la famille à utiliser pour son sceau un lion, qui sera repris par sa descendance.
| Blason | Blasonnement : De gueules à trois étoiles d'or posées 2 et 1. |

Bermond d'Anduze
| Blason | Blasonnement : d'argent au lion de gueules., |

Bermond d'Anduze et du Cailar
| Blason | Blasonnement : De gueules à trois étoiles d'or. |

## Filiations
La filiation des premiers degrés de la famille d'Anduze ne fait pas consensus.
L'historien et généalogiste Christian Settipani (2004), reprenant les travaux du chartiste Jérôme Belmon (thèse, 1991), propose l'hypothèse suivante pour les premiers degrés :
- Garnier ∞ Folcrade, fille du comte de Toulouse, Frédelon.
  - Frédelon († 914/18), sire d'Anduze.
    - Frédelon († apr. 943), missus (927), en Rouergue ou en Nimois.
    - Raimond
      - Frédelon († apr. 957), [sire d'Anduze] (?) ∞ Guitberga.
        - Amalrade (Almeradus), sire d'Anduze, ∞ Blitgarde.
          - Bernard Pelet d'Anduze.

      - Rigaud
      - (?) Bernard dit d'Anduze, évêque de Nîmes (947-986).

    - Odalgarde.

Les historiens Elzière/Fauchères (1999) donnent une généalogie de Bernard III et ses descendants :
- Bernard [III] (env.1080-† 1119).
  - Bertrand (env.1115-† apr. 1169).
  - Bernard [IV] (env.1105-† v. 1165), seigneur d'Anduze, ∞ (1) N.N., (2, 1142/1143) Ermengarde de Narbonne, héritière de la vicomté de Narbonne. Sans postérité.
    - (1) Bernard [V] (env.1135-† v. 1189/1200), seigneur d'Anduze (jusqu'en 1164).
      - Bernard [VI] (env.1160-† 1223), seigneur d'Anduze.
        - Peire Bermond/Pierre Bermond [VI] (env.1175-† 1215).
        - Bernard [VII] (env.1175-† 1222), seigneur d'Anduze, ∞ († 1190) Vierne du Luc († apr. 1220).
          - Peire Bermond/Pierre Bermond [VII] de Sauve (env.1203-† 1254), seigneur d'Anduze et de Sauve.

    - (1) Peire Bermond/Pierre Bermond [V] (env.1135-† v. 1171/1172), ∞ Ermesinde Pelet († 1176), héritière du comté de Melgueil.

Lina Malbos (1977), correspondante de l'Académie de Nîmes, proposait pour la filiation suivante, tout en indiquant que les premiers degrés sont le résultats d'« une relation assez schématique et incomplète, mais aussi exacte que possible », mais qu'à partir de 1164, les documents devenaient « irréfutables » :
- Almérade (Almeradus), seigneur d'Anduze et de Sauve, ∞ N.N. ou Blitgarde.
  - Bernard Pelet d'Anduze, dit Bernard Ier († 1020/1029), seigneur d'Anduze et de Sauve, ∞ (1) Ermengarde, (2) Garsinde de Béziers (veuve de Raymond Roger de Carcassonne).
    - (1) Almérade (Almeradus), seigneur d'Anduze, ∞ Enaurs.
      - Pierre Almérade, seigneur d'Anduze (1052-1077). Sans postérité.

    - (1) Frédol († 1028/1029), évêque du Puy.
    - (1) Géraud (Gérard († 1026), évêque de Nîmes.
    - (2) Raimond/Raymond († av. 1029). Sans postérité.
    - (2) Bermond Ier († av. 1054), dit de Sommières, seigneur de Sauve, ∞ Eustorge (Eustorgie).
      - Pierre Bermond, seigneur de Sauve, ∞ Élisabeth.
      - Pierre Bernard, alias Bernard [II], seigneur d'Anduze (hérite de son oncle à partir de 1077), ∞ Azalaïs/Adélaïs de Mandagout.
        - Raimond/Raymond Ier, seigneur d'Anduze, ∞ Ermengarde (veuve de Bernard Guilhem de Montpellier).
          - Raimond.
          - Bernard [III].
            - Bertrand , ∞ N.N..
            - Bernard [IV], seigneur d'Anduze.
              - Bernard [V], seigneur d'Anduze (jusqu'en 1164). Devient moine.
                - Pierre-Bernard († v. 1168), sous tutelle du seigneur de Montpellier. Devient moine.

              - (?) Pierre Bermond V, seigneur de Sauve (jusqu'en 1161). Devient moine.
              - Bertrand (Bernard) († apr. 1169/1171), seigneur d'Anduze (1164-1166), ∞ Adélaïde (Adalais, Azalaiz), Dame de Roquefeuil.
                - Raymond († apr. octobre 1200), héritier du nom et des possessions de sa mère, ∞ Guillemette de Montpellier.
                  - Branche de Roquefeuil-Anduze.

                - Bernard [VI] († v. 1178/1181), dit dans un premier temps de Roquefeuil, puis héritier du nom et des possessions de son père, seigneur d'Anduze (à partir de 1169/1171-1178/1181).
                  - Bernard [VII] († v. 1223), seigneur d'Anduze, co-seigneur d'Alès (1200?-1223), ∞ Marquise (Marchisia, Marquisia, Marchissi).
                    - Pierre Bermond VI († 1215), dit de Sauve, baron et seigneur de Sauve, co-seigneur d'Alès (1200-1215), ∞ (v. 1200) Constance de Toulouse, reine répudiée de Navarre.
                      - Pierre Bermond VII († 1254), dernier seigneur d'Anduze et de Sauve, co-seigneur d'Alès  (1215-1220, 1223-1230), ∞ Josserande de Poitiers-Valentinois. 3 fils et 2 filles :
                        - Guillaume, baron d'Olargues (par mariage) et d'Hierle.
                        - Bernard, seigneur d'Olargues, dernier de la branche des Bermond de Sauve.
                        - branche de La Voulte (qui suit).

                      - Raimon/Raymond(-Bermond), seigneur de Florac, un quart d'Anduze.
                        - branche des barons de Florac.

                      - Bermond, apanagé pour la moitié de Sommières.
                        - branche des barons de Caïla/Cayla (HGL, 6, XXXII) bou Bermond du Caïla Saint-Bonnet de Toiras (Armorial de la noblesse du Languedoc, 1860).
                        - dit Bermond de Sauve ou Bermond Ier de Sommières[28].

                      - Béatrice, ∞ Arnaud Ier de Roquefeuil, écuyer cadet.
                      - Sibylle, ∞ Barral Ier des Baux, seigneur des Baux, sénéchal du Comtat Venaissin.
                      - inconnue, ∞ Hugues de Mirabel.

                    - Bernard [VIII] († 1223), dit le Jeune, apanagé des terres sur Alès, Portes et Argentières, co-seigneur d'Alès (1220-1223), ∞ Vierne, dame du Luc, de Pradelles et de Joyeuses.
                      - Bernard [IX].
                      - 2 inconnue mariées à des seigneurs de Randonnat, en Gévaudan.

                    - Bermond (Bernard) d'Anduze, évêque de Viviers.
                    - Marquis (Bernard), abbé de Masan (Mazan).
                    - Adélaïde (Azalais, Adalais), ∞ Odilon de Mercœur.
                    - Sybille (Clara d'Anduze ?), ∞ Raimond/Raymond Pelet, co-seigneur d'Alès.

                - (?) Bertrand, avoué de Tormac (à partir de 1181).

Branche de La Voulte
L'abbé Roche, dans son Armorial généalogique et biographique des évêques de Viviers (1894) a proposé une généalogie de la famille d'Anduze, proche des travaux pré-cités, ainsi que celle de la branche des Bermond d'Anduze de la Voulte, à partir de Pierre Bermond VI.
- Pierre Bermond VI, dit de Sauve († 1215), seigneur de Sauve, etc., ∞ (v. 1208) Constance de Toulouse, six enfants dont :
  - Pierre Bermond VII, seigneur de Sauve, Anduze, Saint-Bonnet, Montpezat, Largentière, etc., ∞ (1) Josserande de Poitiers-Valentinois, (2) Alemande de Pierre, issues des seigneurs de Ganges.
    - (1) Guillaume, baronnie d'Hierle, ∞ Cavayère, Dame d'Olargues, héritière de la baronnie.
    - (1) Roger Bermond, héritier de La Voulte, par sa grand-mère maternelle Philippe de Fay, et quatre autres terres en Vivarais, ∞ Audys de Crussol, Dame de Livron et de Loriol.
      - Bermond, seigneur de La Voulte, etc., ∞ (1281) Raimbaude de Simiane, Dame de Saint-Martin, Castillon. 
        - Bermond, seigneur de La Voulte, etc., ∞ (1) Flore/Fleurie de Blacas, (2) (1310) N.N. (Marguerite d'Alleman ?).
          - Bermond, seigneur de La Voulte, etc., ∞ (1, 1332) Aliénor/Léonore/Éléonore de Poitiers († 1340), (2) Béatrix de La Roche.
          - Aymar, évêque de Viviers et de Valence.
          - Girard/Giraudon.
          - Béatrix, ∞ (1) Jean Alleman, seigneur de Valbonnais ou Vaubonnais, (2) Guillaume des Baux, seigneur de Puyricard.
          - Marguerite, ∞ Jacques de Bocsozel, baron de Maubec.

        - Guillaume, seigneur de Saint-Martin, Castillon, etc.,
          - Branche des seigneurs de Saint-Martin.

        - Tiburge, ∞ (1308) Guillaume/Guillem des Baux.

      - Philippe/Philippa, alias Marguerite (?), ∞ Raymond [IX] d'Agoult, seigneur de Mûrs.
      - Josserande (Gaucerande).
      - (?) Mabile, ∞ Raymond III? seigneur des Baux.

    - (1) Béraud, en possession de terres en Toulousain et Albigeois.
    - (1) Philippe/Philippa, ∞ Almaric Ier, vicomte de Narbonne.
    - (1) Marie, ∞ Arnaud Odon d'Armagnac, vicomte de Lomagne.

Jules Chevalier, dans une note de son Essai historique sur l'église et la ville de Die (1896), corrige les travaux de Gallier, publiés dans la Revue du Dauphiné et de Vivarais (t. 1, 1877). Il présentait une filiation différente à partir de Bermond, qu'il numérotait [II], et son épouse Raimbaude de Simiane, :
- Bermond [II], seigneur de La Voulte, etc., ∞ (1281) Raimbaude de Simiane. 
  - Bermond [III] († v. 1352), seigneur de La Voulte, etc., ∞ (1332) Éléonore de Poitiers († 1340).
    - Louis († 1408), seigneur de La Voulte, etc., ∞ (1) Marguerite de Chalencon (sans postérité), ∞ (2) Sybille/Sibille Adhémar de Monteil (sans postérité), ∞ (3, 1365) Marguerite d'Apchon[32].
      - (3) Bermond (1379-v.1402), ∞ Antoinette de Sassenage. (sans postérité).
      - (3) Antoinette, héritière universelle (1408), ∞ Philippe de Lévis, baron de La Roche.
        - avec substitution en faveur du second fils né ou à naître de cette union

      - (3) Louise, ∞ Guichar de Lombard, vicomte de Gignac.
      - (3) Éléonore, ∞ (1394) marquis de Beaufort.
      - Louis, bâtard.

  - Guillaume, chevalier, seigneur de Saint-Martin et la vallée de Castillon,
    - Guillaume († 1392), évêque de Toulon, Marseille, Valence et de Die, Albi.
    - Aymar († 1395), évêque de Limassol, Grasse et Marseille.

  - Aymar († 1365), évêque de Viviers et de Valence.
  - Béatrix, ∞ Guillaume des Baux, seigneur de Puyricard.

## Principales alliances
Les principales alliances de la famille d'Anduze sont :
Tige commune : de Béziers (1013), de Mandagout (105x), de Melgueil (107x), de Toulouse (109x), de Calmont (112x), de Roquefeuil (~1140), de Turenne (1142), de Narbonne (1143), de Gourdon (1145), de Pelet (~1163).
Branche d'Anduze et Sauve : de Montferrat (117x), de Mercoeur (119x), de Toulouse (119x), de Poitiers-Valentinois (122x et 1332), de Roquefeuil (1227 et 1246), de Châteauneuf-Randon et de Châteauneuf du Tournel (123x, 124x, 128x et 128x), des Baux de Provence et des Baux, prince d'Orange (123x, 128x, 1291, 130x et 1344), de Séverac (123x), de Lomagne (124x), de Narbonne (124x), de Crussol (125x), de Peyre (125x et 127x), de Montlaur (~1268), de Montboissier (127x), de Posquières (127x et 136x), d'Agoult (~1272), de Simiane (1281 et 1397), de Saint-Just (129x), de Blacas (1302 et 1329), de Boussagues (132x), d'Aleman (1322), de Landore (133x), de Terride (135x), de Chalençon (1351), de la Roche en Regnier (1352), de Laudun (1362), d'Apchon (1365), de Pontevès (1371), Artaud (1375), de Glandevez (~1376), de Pelet (1380 et 1527), de Comborn (1393), Rogier de Beaufort-Canillac (1394), de Lévis (1395), de Sassenage (1399), de Cabrières (1419), de Lauzières (1422), de Combret (1427), de Châteauneuf (1456).
Pour les alliances de la branche des Roquefeuil-Anduze, consulter l'article connexe « Famille de Roquefeuil-Anduze ».